# Parasite (film, 2004)
Pour les articles homonymes, voir Parasite.
Pour plus de détails, voir Fiche technique et Distribution.
Parasite est un film britannique réalisé par Andrew Prendergast, sorti en 2004.

## Synopsis
Le Dr Christine Hansen est chargée de tester un liquide de nettoyage expérimental qui pourrait révolutionner l'industrie du pétrole sur une plate-forme de forage abandonnée au milieu de la mer du Nord. Jacob Rasmussen et son équipe rudimentaire d'ingénieurs sont embauchés pour effectuer des tests en vue d'une démolition de la plate-forme. Mais soudain l'un d'eux disparaît dans des circonstances suspectes. Les choses vont de mal en pis quand le militant écologiste Mickey Hennessey et ses associés viennent prendre le contrôle de la plate‑forme, prenant tout le monde à bord en otage. Mais très vite les écologistes et les travailleurs du secteur pétrolier seront contraints d'unir leurs forces dans un combat pour leur survie. Une nouvelle forme de vie sauvage affamée a élu domicile sur la plate forme... 

## Fiche technique
- Titre : Parasite
- Réalisation : Andrew Prendergast
- Scénario : Alan Coulson, Jason Kingsley, Paul Mackman, Andrew Prendergast et Richard Stacey
- Musique : Tom Bible
- Photographie : Tom Wright
- Montage : Barry Peters
- Production : Andrew Prendergast
- Société de production : Fearnort Production et Shoreline Entertainment
- Pays :  Royaume-Uni
- Genre : Action, aventure, horreur, science-fiction et thriller
- Durée : 93 minutes
- Dates de sortie : 
  -  Royaume-Uni : 1er août 2004

## Distribution
- Gary Condés : Nils
- Saskia Gould : Dr. Christine Hansen
- Conrad Whitaker : Mickey
- G. W. Stevens : Jacob Rasmussen
- Margaret Thompson : Kim
- Oliver Price : Gio
- Michelle Acuna : Darcy
- Luke Spencer : Decker
- Nicholas Rawlinson : Richard Reiser
- S. Khan : le pilote d'hélicoptère
- Murray Saffron : Dr. Willis
- Richard Beardsley : le pilote de bateau
- Cathi Fredricks : Valerie
- Paul Mackman : Dr. Willis